# 彼得·桑斯基
彼得·桑斯基（英語：Peter Sonski；1962年7月11日—）是一名美国政治人物，曾担任康涅狄格州第17学区区域教育委员会的民选委员及哥伦布骑士会博物馆馆长。他是美国团结党成员，并在2024年美国总统选举中代表该党参选。

## 早年生活
桑斯基于1962年出生在马萨诸塞州，在康涅狄格州一个工薪阶层天主教家庭长大，并在华盛顿特区的美国天主教大学就读。他在18岁时登记为民主党选民，并投票支持吉米·卡特。但在1980年代他转而加入共和党，并表示“是民主党那个代表小人物的政党抛弃了我，它决定胎儿这个小人物是可以被舍弃的。”不久后他也离开了共和党，自认为是无党派人士，不过他后来以共和党人身份当选第17学区教育委员会委员。2018年，他加入美国团结党。

## 职业生涯
桑斯基曾从事新闻和地方政治工作，服役于美国海军陆战队，曾在多家天主教报社任职，并曾担任萨默斯镇的行政委员。

## 2024年美国总统选举
桑斯基参加了美国团结党的总统初选，采用优先选择投票制。桑斯基在第一轮投票中即获胜，获得52%的第一选择票。随后美国团结党候选人得以出现在多个州的选票上，包括阿拉斯加州、阿肯色州、佛罗里达州、夏威夷州、路易斯安那州、密西西比州以及俄亥俄州。

## 政治立场
作为基督教民主主义的倡导者，桑斯基主张生命伦理一致性，反对堕胎、死刑和安乐死，同时支持社会正义倡议。他反对同性婚姻合法化，认为同性伴侣不应享有与异性伴侣相同的收养权。他还支持罗伯特·P·乔治发起的“忠诚月”倡议，提议将六月定为忠诚月。
在外交政策方面，桑斯基认为美国应继续向乌克兰提供军事物资和资金，但不应使用军事力量保卫乌克兰。桑斯基认可耶路撒冷为以色列首都，不过也支持两国方案且认为美国应该给予以色列和巴勒斯坦同等的支持。他支社会项目，但认为这些项目往往由私人或地方机构管理更为有效。在移民问题上，他主张加强边境安全，同时认为美国应接纳寻求庇护或发展机会的人。